# Мартин, Меган Джетт
Ме́ган Джетт Ма́ртин (англ. Meaghan Jette Martin; 17 февраля 1992, Лас-Вегас, Невада, США) — американская актриса

, певица, гитаристка, пианистка, танцовщица

 и фотомодель.

## Карьера
Свою карьеру Меган начала в 1997 году, в возрасте пяти лет, как модель.
В кино девушкой сыграно более 30-ти ролей. Известна ролями Тесс Тайлер из фильмов «Рок в летнем лагере» (2008) и «Рок в летнем лагере 2: Отчётный концерт» (2009), Бианки Стрэтфорд из телесериала «10 причин моей ненависти» (2009—2010) и Джо Митчелл из фильма «Дрянные девчонки 2» (2011).
Помимо карьеры модели и актрисы, Мартин также и музыкант. С 2009 года работает с лейблом «Jonas Records».

## Личная жизнь
С 24 сентября 2016 года Меган замужем за актёром Олли Хиггинсоном.

## Избранная фильмография
| Год       |    | Русское название                   | Оригинальное название         | Роль                  |
| --------- | -- | ---------------------------------- | ----------------------------- | --------------------- |
| 2007      | с  | Всё тип-топ, или Жизнь Зака и Коди | The Suite Life of Zack & Cody | Стейси                |
| 2008      | тф | Camp Rock: Музыкальные каникулы    | Camp Rock                     | Тесс Тайлер           |
| 2008      | с  | Доктор Хаус                        | House                         | Сара                  |
| 2009      | ки | Kingdom Hearts 358/2 Days          | Kingdom Hearts 358/2 Days     | Намине                |
| 2009—2010 | с  | 10 причин моей ненависти           | 10 Things I Hate About You    | Бьянка Стрэтфорд      |
| 2010      | тф | Camp Rock 2: Отчётный концерт      | Camp Rock 2: The Final Jam    | Тесс Тайлер           |
| 2011      | ф  | Дрянные девчонки 2                 | Mean Girls 2                  | Джоанна «Джо» Митчелл |
| 2011—2015 | с  | Неуклюжая                          | Awkward                       | Джули № 2             |
| 2014      | с  | Мелисса и Джоуи                    | Melissa & Joey                | Джордан               |
| 2015      | ф  | Безопасное освещение               | Safelight                     | Шэрон                 |
| 2015      | с  | Джесси                             | Jessie                        | Дельфина              |
| 2015      | ки | Until Dawn                         | Until Dawn                    | Джессика              |